# ایمره ماتس
ایمره ماتس (مجاری: Imre Mathesz; ۲۵ مارس ۱۹۳۷ – ۶ دسامبر ۲۰۱۰) بازیکن و مربی فوتبال اهل مجارستان بود.
از باشگاه‌هایی که در آن بازی کرده‌است می‌توان به باشگاه ورزشی واشاش و باشگاه فوتبال آستریا وین اشاره کرد.
وی همچنین در تیم ملی فوتبال مجارستان بازی کرده‌است.